# Rugby Rovigo
Maillots
Actualités
Dernière mise à jour : 24 septembre 2022.
Le Rugby Rovigo Delta est un club italien de rugby à XV basé à Rovigo, en Vénétie.
Il a toujours évolué en première division. C'est l'un des clubs les plus titrés d'Italie.

## Historique
Le club a été fondé en 1935 par Davide Dino Lanzoni, étudiant en médecine qui avait découvert le rugby avec le Groupe Universitaire Fasciste de l'université de Padoue où étudiaient des ressortissants britanniques. Ceux-ci lui prêtent leur ballon le temps d'un aller-retour à Rovigo, durant lequel il initie onze de ses amis aux bases du rugby, le 22 mars 1935. De fait, il devient l'entraineur de l'équipe alors qu'il n'a que 21 ans. C'est lui qui obtient le premier jeu de maillots rouge et bleu auprès du club de football de Bologne : il connait plusieurs des joueurs de l'époque qui passaient leur vacances à Cesenatico où sa famille avait une résidence secondaire.
En 1951, le club remporte le premier de quatre titres successifs, mené par son entraineur-joueur Mario Battaglini qui a joué quatre ans en France, à Vienne et Toulon. Par la suite, le club connait des cycles plus ou moins victorieux mais remporte régulièrement des scudetti, à travers chaque décennie. Le véritable passage à vide en termes de résultats viendra avec l'avènement du professionnalisme, au milieu des années 90.
C'est à la fin des années 2000 que le club réapparait dans le dernier carré du championnat, et recommence à jouer les premiers rôles de façon régulière.
En 2010, une société sportive est structurée en parallèle du club. L'équipe évolue depuis sous le nom de cette première : Rugby Rovigo Delta.
Rovigo dispute plusieurs finales malheureuses jusqu'à reconquérir le titre national en 2016, après 26 ans de disette.
Depuis le club est toujours arrivé au minimum en demi-finale du championnat.
En peu de temps, l'équipe de Rovigo est devenue une des plus fortes équipes du rugby italien. Rovigo peut se targuer d'un important palmarès : quatorze championnats (scudetti) et l'équipe s'est toujours maintenu au plus haut niveau (aucune rétrogradation). Dans l'histoire de cette équipe, se trouvent notamment des figures comme des joueurs du calibre de : Mario Battaglini (it), et son frère Checco, Ercole Ponzetti et Quaglio Vallini.
En 2024, Davide Giazzon succède à Allessandro Lodi au poste d'entraineur.

## Palmarès
- Champion d'Italie : 1951, 1952, 1953, 1954, 1962, 1963, 1964, 1976, 1979, 1988, 1990, 2016, 2021, 2023 et 2025.

## Personnalités du club

### Joueurs célèbres
- Matías Agüero
- Mario Battaglini (it)
- Stefano Bettarello
- Mirco Bergamasco
- Stefano Bordon
- Flaviano Brizzante
- Massimo Brunello
- Pablo Canavosio
- Carlo Checchinato
- David Dal Maso
- Elio De Anna
- Massimo Giovanelli
- Andrea Lo Cicero
- Luca Martin
- Alessandro Moscardi
- Alberto Osti
- Antonio Pavanello
- Isidoro Quaglio
- Graziano Ravanelli
- Andrea Scanavacca
- Angelo Visentin
- Jean-François Montauriol
- Julian Gardner
- Silao Leaega
- Naas Botha
- Schalk Burger Sr.
- Nick Mallett
- Dirk Naudè
- Gert Smal
- AJ Venter
- Alexandru Penciu
- Cristian Săuan
- Marcel Socaciu
- Ron Cribb
- Luke Gross
- John Welch
- Christian Stewart
- Peter FitzSimons
- Willie Ofahengaue
- Akvsenti Giorgadze
- Ilia Zedguinidze
- Alejandro Abadie
- Manuel Contepomi
- Serafín Dengra
- Juan Pablo Orlandi

### Entraîneurs célèbres
- Alexandru Penciu
- Julien Saby
- Carwyn James
- Nairn MacEwan
- Nelie Smith
- Joe McDonnell